# Arenaria katoana
Arenaria katoana är en nejlikväxtart som beskrevs av Tomitaro Makino. Arenaria katoana ingår i släktet narvar, och familjen nejlikväxter. Utöver nominatformen finns också underarten A. k. lanceolata.

## Bildgalleri

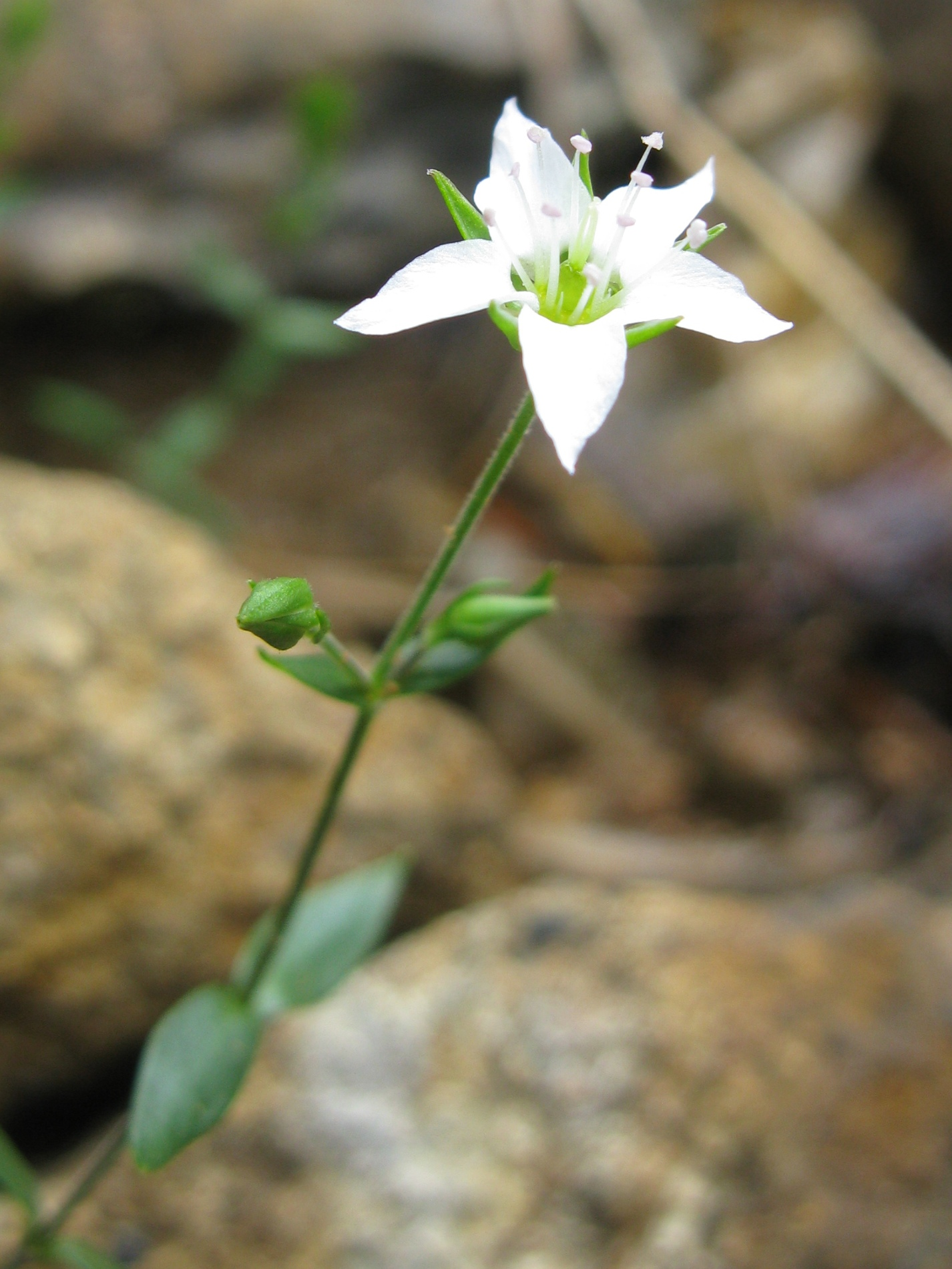
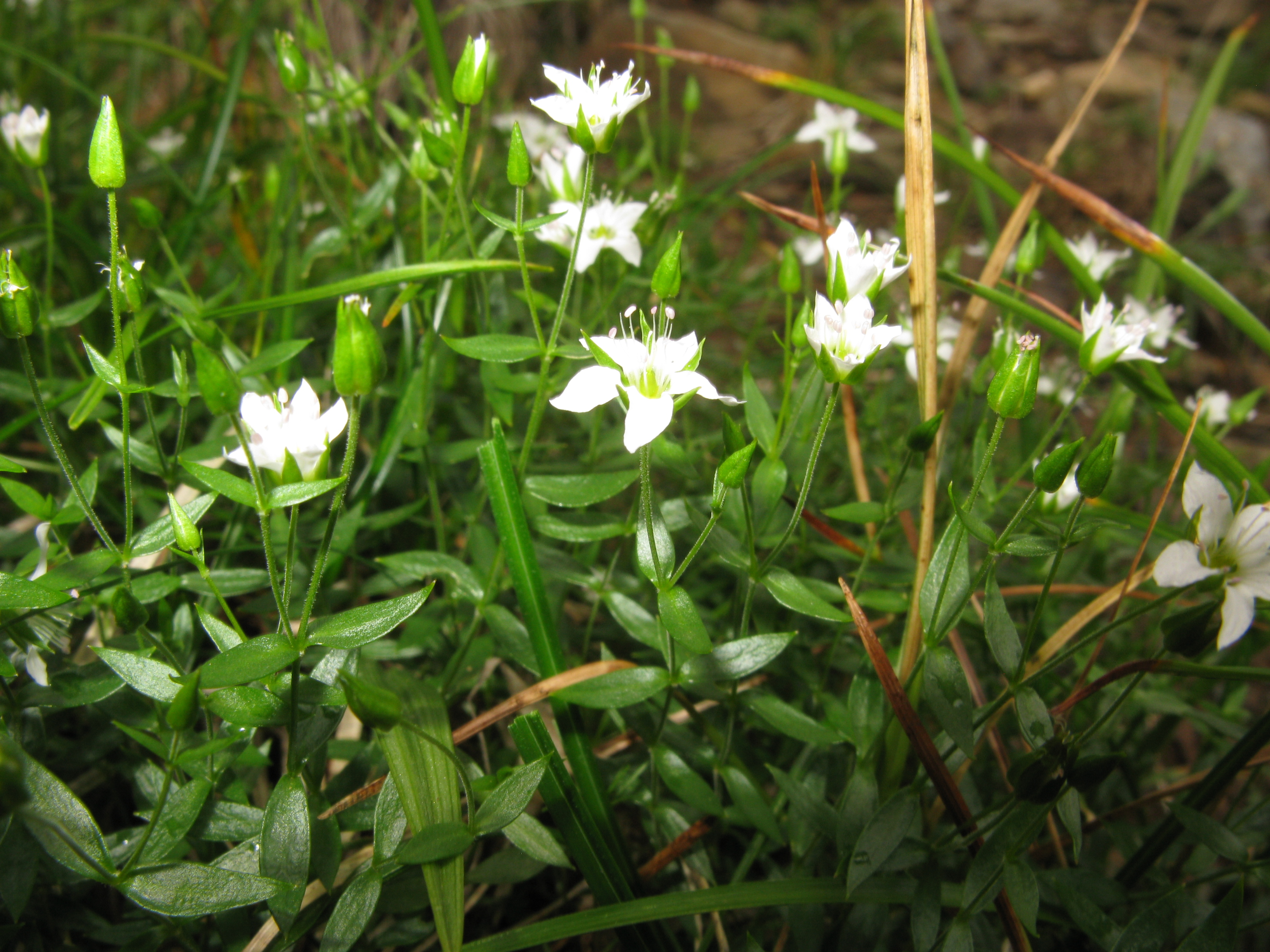